# أندريا موراسي
أندريا موراسي (بالإيطالية: Andrea Morassi)‏ هو ضابط شرطة إيطالي، ولد في 30 أغسطس 1988 في تولميزو في إيطاليا.

## وصلات خارجية
- أندريا موراسي على موقع الاتحاد الدولي للتزلج (القفز التزلجي) (الإنجليزية)
- أندريا موراسي على موقع الاتحاد الدولي للتزلج (التزلج النوردي المزدوج) (الإنجليزية)
- أندريا موراسي على موقع أوليمبيديا (الإنجليزية)